# Euphyia porraceata
Euphyia porraceata là một loài bướm đêm trong họ Geometridae.